# Friuli Aquileia novello
Le Friuli Aquileia novello est un vin rouge italien de la région Frioul-Vénétie Julienne doté d'une appellation DOC depuis le 6 août 1988. Seuls ont droit à la DOC les vins rouges récoltés à l'intérieur de l'aire de production définie par le décret.

## Aire de production
Les vignobles autorisés se situent en province d'Udine dans les communes de Bagnaria Arsa, Cervignano del Friuli, Aquileia, Fiumicello, Villa Vicentina, Ruda, Campolongo Tapogliano, Aiello del Friuli, Visco et San Vito al Torre ainsi qu'en partie dans les communes de Santa Maria la Longa, Palmanova, Terzo d'Aquileia, Chiopris-Viscone, Trivignano Udinese et Gonars.
Voir aussi l’article Friuli Aquileia rosso.

## Caractéristiques organoleptiques
- couleur : rouge rubis
- odeur : vineux, fruité
- saveur : caractéristique

Le Friuli Latisana novello se déguste à une température de 13 à 15 °C et il se boit jeune.

## Production
Province, saison, volume en hectolitres :
- pas de données disponibles